# ريوييا فوكوشيما
ريوييا فوكوشيما (باليابانية: 福島 立也) (5 سبتمبر 1996 في شيغا في اليابان - )؛ هو لاعب كرة قدم كان يلعب كمهاجم.

## وصلات خارجية
- ريوييا فوكوشيما على موقع رابطة كرة القدم اليابانية للمحترفين (اليابانية)